# Fannia mesquinha
Fannia mesquinha är en tvåvingeart som beskrevs av Albuquerque, Pamplona och Barros de Carvalho 1981. Fannia mesquinha ingår i släktet Fannia och familjen takdansflugor. Inga underarter finns listade i Catalogue of Life.